# Campeonato Soviético de Xadrez de 1973
O Campeonato Soviético de Xadrez de 1973 foi a 41ª edição do Campeonato de xadrez da URSS, realizado em Moscou, de 2 a 26 de outubro de 1973. A competição foi vencida por Boris Spassky. Semifinais ocorreram nas cidades de Frunze, Kirovabad, Lvov e Voronezh. Depois de pouco mais de um ano de sua derrota para Bobby Fischer no campeonato mundial de 1972, Spassky deu a volta por cima e venceu convincentemente a competição.

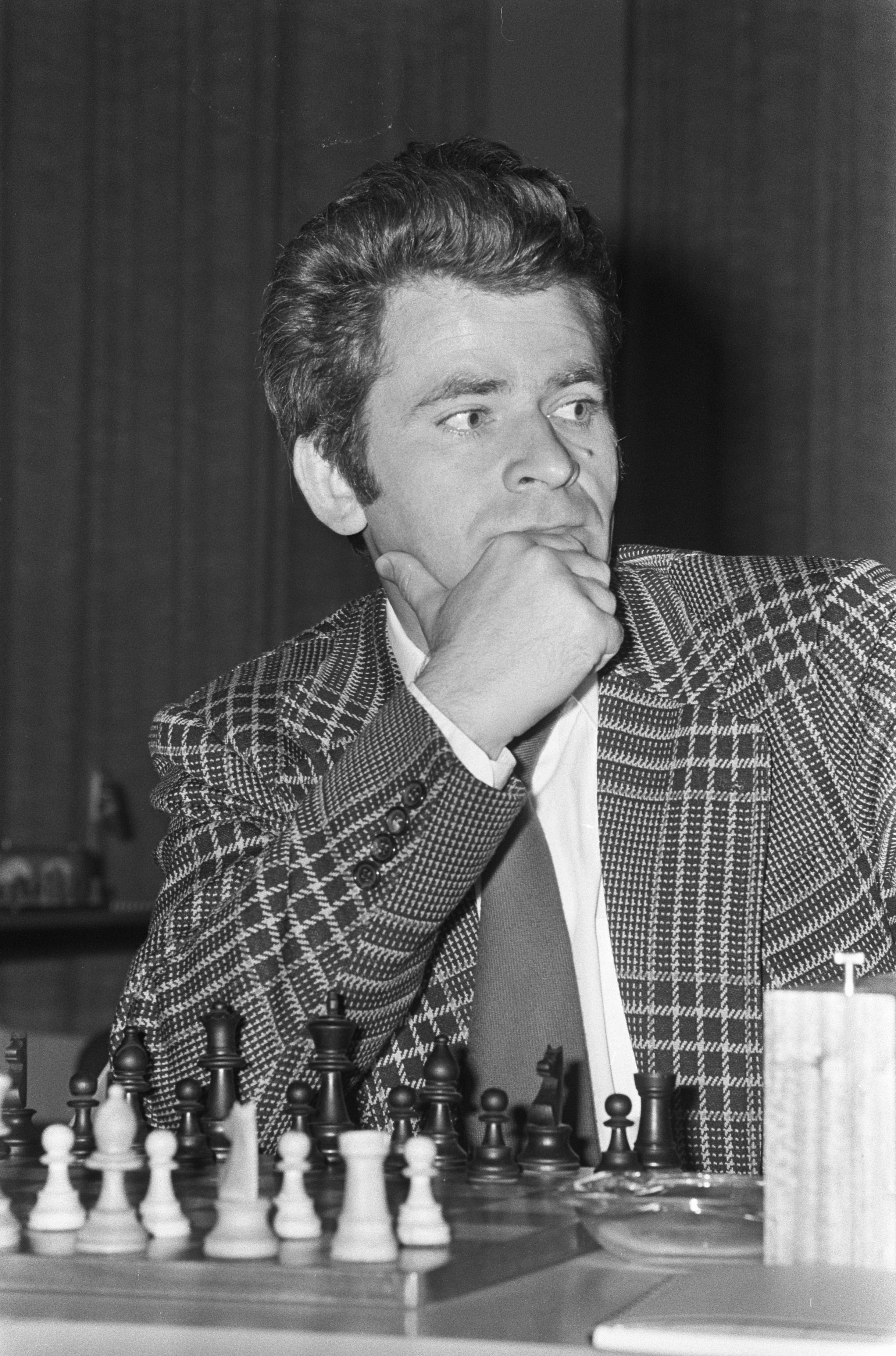
Boris Spassky

## Tabela e resultados
| N° | Jogador             | 1 | 2 | 3 | 4 | 5 | 6 | 7 | 8 | 9 | 10 | 11 | 12 | 13 | 14 | 15 | 16 | 17 | 18 | Total |
| -- | ------------------- | - | - | - | - | - | - | - | - | - | -- | -- | -- | -- | -- | -- | -- | -- | -- | ----- |
| 1  | Boris Spassky       | - | ½ | ½ | ½ | ½ | ½ | ½ | ½ | ½ | 1  | 0  | ½  | 1  | 1  | 1  | 1  | 1  | 1  | 11½   |
| 2  | Anatoly Karpov      | ½ | - | 0 | ½ | 1 | 1 | ½ | ½ | ½ | ½  | 1  | ½  | ½  | 1  | ½  | ½  | ½  | 1  | 10½   |
| 3  | Tigran Petrosian    | ½ | 1 | - | ½ | ½ | ½ | ½ | ½ | ½ | ½  | ½  | 1  | ½  | ½  | ½  | ½  | 1  | 1  | 10½   |
| 4  | Lev Polugaevsky     | ½ | ½ | ½ | - | ½ | ½ | ½ | 1 | ½ | ½  | ½  | 1  | ½  | 1  | ½  | ½  | ½  | 1  | 10½   |
| 5  | Viktor Korchnoi     | ½ | 0 | ½ | ½ | - | ½ | ½ | ½ | ½ | ½  | 1  | ½  | 1  | 1  | ½  | 1  | 1  | ½  | 10½   |
| 6  | Gennadi Kuzmin      | ½ | 0 | ½ | ½ | ½ | - | ½ | ½ | ½ | 1  | ½  | ½  | 1  | ½  | 1  | 1  | 1  | ½  | 10½   |
| 7  | Efim Geller         | ½ | ½ | ½ | ½ | ½ | ½ | - | ½ | 1 | 0  | ½  | ½  | 0  | ½  | ½  | 1  | 1  | 0  | 8½    |
| 8  | Karen Grigorian     | ½ | ½ | ½ | 0 | ½ | ½ | ½ | - | ½ | ½  | 1  | 1  | 1  | ½  | ½  | 0  | 0  | ½  | 8½    |
| 9  | Paul Keres          | ½ | ½ | ½ | ½ | ½ | ½ | 0 | ½ | - | ½  | ½  | 0  | ½  | ½  | ½  | ½  | ½  | 1  | 8     |
| 10 | Mark Taimanov       | 0 | ½ | ½ | ½ | ½ | 0 | 1 | ½ | ½ | -  | ½  | 1  | ½  | 0  | ½  | ½  | ½  | ½  | 8     |
| 11 | Vladimir Savon      | 1 | 0 | ½ | ½ | 0 | ½ | ½ | 0 | ½ | ½  | -  | ½  | ½  | ½  | ½  | ½  | ½  | 1  | 8     |
| 12 | Mikhail Tal         | ½ | ½ | 0 | 0 | ½ | ½ | ½ | 0 | 1 | 0  | ½  | -  | ½  | ½  | 1  | ½  | ½  | 1  | 8     |
| 13 | Vladimir Tukmakov   | 0 | ½ | ½ | ½ | 0 | 0 | 1 | 0 | ½ | ½  | ½  | ½  | -  | ½  | ½  | ½  | ½  | 1  | 7½    |
| 14 | Nukhim Rashkovsky   | 0 | 0 | ½ | 0 | 0 | ½ | ½ | ½ | ½ | 1  | ½  | ½  | ½  | -  | ½  | ½  | ½  | 1  | 7½    |
| 15 | Orest Averkin       | 0 | ½ | ½ | ½ | ½ | 0 | ½ | ½ | ½ | ½  | ½  | 0  | ½  | ½  | -  | ½  | 0  | 1  | 7     |
| 16 | Vassily Smyslov     | 0 | ½ | ½ | ½ | 0 | 0 | 0 | 1 | ½ | ½  | ½  | ½  | ½  | ½  | ½  | -  | ½  | ½  | 7     |
| 17 | Evgeny Sveshnikov   | 0 | ½ | 0 | ½ | 0 | 0 | 0 | 1 | ½ | ½  | ½  | ½  | ½  | ½  | 1  | ½  | -  | 0  | 6½    |
| 18 | Alexander Beliavsky | 0 | 0 | 0 | 0 | ½ | ½ | 1 | ½ | 0 | ½  | 0  | 0  | 0  | 0  | 0  | ½  | 1  | -  | 4½    |